# Galerie výtvarného umění v Ostravě
Galerie výtvarného umění v Ostravě (GVUO) byla jako krajská galerie založena v roce 1952 a je tak nejstarší galerií v Ostravě. Navazuje na tradice Spolku pro vystavění a udržování výstavního pavilonu v Moravské Ostravě z roku 1923. Jejím sídlem je ostravský Dům umění. Základem fondu byla sbírka ostravského stavitele a sběratele umění Františka Jurečka (tzv. Jurečkova galerie). Od 60. let 20. století zahájila galerie rozsáhlou akviziční činnost a rozšířila své sbírky výtvarného umění. V současné době galerie nabízí především krátkodobé výstavy současného i klasického umění a stálou expozici nazvanou Dům umění v Ostravě. Kvalita sbírek řadí galerii k pěti nejvýznamnějším českým sbírkotvorným institucím. 

## Historie Domu umění a Galerie výtvarného umění v Ostravě
Dne 22. října 1922 schválil přípravný výbor za organizačního vedení profesora českého gymnázia v Ostravě Rudolfa Tlapáka stanovy a program Spolku pro vystavění a udržování výstavního pavilonu v Moravské Ostravě. Byl tak položen základ soustavné prezentace výtvarného umění a postupného utváření systematické umělecké sbírky. Programem spolku totiž bylo „vybudovati důstojný stánek umění výtvarného, který by sloužil jednak k pořádání uměleckých výstav, jednak k umístění stálé umělecké galerie a který by byl střediskem programové výchovy umělecké.“
V roce 1924 byla započata výstavba a již o dva roky později slavnostně otevřen Dům umění Pozoruhodný objekt vystavěný Kotěrovými žáky architekty Fialou a Wallenfelsem ve funkcionalistickém slohu byl veřejnosti zpřístupněn zahájením výstavy ze soukromých sbírek ostravských sběratelů. Současně byla otevřena Jurečkova galerie – stálá výstava odkazu jednoho ze zakladatelů Spolku a mecenáše, stavitele Františka Jurečka. Jeho dar 113 (většinou grafických) děl českého umění 19. století lze považovat za základ uměleckých sbírek dnešní Galerie výtvarného umění v Ostravě (od roku 1952 do roku 1990 pod názvem Krajská galerie v Ostravě).
Dům umění a Galerie výtvarného umění v Ostravě prošly bouřlivým historickým vývojem. K slavným počátkům počítáme především obrovský přínos Domu umění pro rozvoj výtvarné kultury na Ostravsku ve 20. a 30. letech. Nezanedbatelná byla však i úloha, kterou Dům umění sehrával ve válečných letech. Přehledy výstav uskutečněných v Domě umění po roce 1948 názorně ilustrují politické proměny dalších 40 let.
K velkému rozšiřování galerijních sbírek docházelo už v 60. letech 20. století zásluhou tehdejšího vedoucího odborných pracovníků Viléma Jůzy. Díky jeho uvědomělé akviziční činnosti se dnes může Galerie výtvarného umění v Ostravě chlubit poměrně celistvou sbírkou umění 60. let. Desítky let soustavné akviziční práce vedly nakonec k vytvoření rozsáhlé, vnitřně strukturované sbírky, jejíž kvalita značně překračuje Jurečkovy záměry. Sbírka Galerie výtvarného umění v Ostravě v současné chvíli obsahuje více než 22 000 uměleckých děl.
V letech 1984–2012 provozovala Galerie výtvarného umění v Ostravě také Novou síň v Porubě, kde kromě výstavní síně sídlila i knihovna. Třetí a poslední budovou, která rozšířila prostory výstavní instituce, je administrativní a správní budova na Poděbradově ulici. V roce 2008 sem byla přemístěna galerijní knihovna a veškeré administrativní zázemí.

## Sbírky Galerie výtvarného umění v Ostravě
Galerie výtvarného umění v Ostravě spravuje sbírku malby a plastiky – konkrétně sbírku evropského umění, českého umění 19. století, 1. a 2. poloviny 20. století, umění regionu a sbírku kresby a grafiky.

### Staré evropské umění
Významnou součástí sbírky Galerie výtvarného umění v Ostravě je kolekce starého italského a nizozemského umění z let 1500–1800, která je neobyčejně zajímavým souborem představujícím poklady ostravské sbírky. Pochopitelně existují mezery v kolekci jednotlivých časových období, ale spojení malby a grafiky přináší možnost bohatšího naznačení souvislostí slohového vývoje. Exponáty z počátku sledovaného období pochází ze středoevropského prostoru a zachycují přechod od pozdní gotiky k renesanci. S 16. stoletím nabývá přirozenou dominanci italské umění, zejména s nastupujícím manýrismem. Nejpřesvědčivěji je reprezentováno umění 17. a 18. století, jež se stalo významným fenoménem, který ve své široké škále odrážel mnohé společenské, politické a náboženské děje tehdejší barokní Evropy.
Z významných evropských tvůrců jsou ve sbírkách zastoupeni Albrecht Dürer, rodina Cranach, Hans von Aachen, Domenico Fetti, Daniele Crespi, Václav Hollar, Rembrandt van Rijn, David Teniers, Giovanni Battista Tiepolo, Francisco Goya, Leopold Kupelwieser.
Členění vychází z přirozeně vznikajících celků sakrálního umění, mytologických námětů, krajinomalby a dalších žánrů. V jednotlivých skupinách se může divák seznámit s přístupem umělců tvořících pod vlivem italským, vlámským či nizozemským.

### Moderní evropské umění
Sbírka moderního evropského umění se svou kvalitou vřazuje do evropského galerijního kontextu zejména v oblasti malířství 19. a 20. století středoevropského okruhu, a to především ruského malířství, které představuje nejvýznamnější sbírku po Národní galerii v Praze (Ilja Repin, Ivan Ivanovič Šiškin, Filip Andrejevič Maljavin).
Kolekce, množstvím spíše minoritní, v sobě rovněž skrývá význačná díla evropské moderny, která v čele se slavnou Juditou Gustava Klimta oprávněně přitahují pozornost širokého publika. Dominance je v dílech širšího středoevropského, převážně německého okruhu (například Emil Orlík). Obrazy Albina Egger-Lienze, Maxe Oppenheimera, Antona Faistauera a dalších zastupují umělce, kteří podstatným způsobem určovali směřování moderního umění první poloviny 20. století.
Soubor uzavírají působivé příklady španělských umělců pařížské školy, kteří měli po roce 1945 s českým prostředím úzké kontakty (Oscar Dominguez, Antoni Clavé).
Představovaná díla nejen zastupují dnes již klasiku první poloviny 20. století, ale jsou také reprezentanty vyspělého česko-německého sběratelství první republiky, díky němuž se dostávaly do našeho prostředí. Součástí evropské sbírky je i řada kreseb.

### České umění 19. století
Sbírka českého umění 19. století patří mezi nejvýznamnější součásti konvolutů Galerie výtvarného umění v Ostravě a řadí se k předním v kontextu České republiky tím, že rovnoměrně mapuje vývojové proudy a tendence celého století s přesahem do počátku moderny ve 20. století. Výčet autorů zahrnuje všechny významné osobnosti 19. století, které jsou mnohdy zastoupeny v průřezu své tvorby.
Počátek století reprezentují rokokově laděná plátna Františka Xavera Procházky, klasicistní obrazy monumentálních interiérů Ludvíka Kohla, alegorie Ferdinanda Lichta, časný nazarénistický obraz Františka Tkadlíka a širší kolekce obrazů Josefa Matěje Navrátila.
K chloubě této sbírky patří vynikající soubor Machkových portrétů a zejména pak důstojné zastoupení malířské rodiny Mánesů, jimž vévodí raný obraz Josefa Mánesa Poutník. Portrétní malba je zastoupena i díly v té době nejvýznamnějšího umělce severní Moravy Adolfa Winklera a portrétem Karla Purkyně, který napovídá jeho pracovní vztah ke známé monumentální podobizně rodiny sochaře Vorlíčka.
Romantickou krajinomalbu reprezentují obrazy Aloise Bubáka, Augusta Piepenhagena, Bedřicha Havránka a Bedřicha Wachsmanna. Dvěma drobnějšími skicami je zastoupen i největší představitel české romantické figurální malby Jaroslav Čermák. Sbírka umožňuje setkání s prakticky celou šíří nejvýznačnějších představitelů generace Národního divadla. Defilují zde významná plátna Vojtěcha Hynaise, Františka Ženíška, Václava Brožíka, Mikoláše Alše a sochy Josefa Václava Myslbeka, ale také zadumanější polohy v obrazech Maxmiliána Pirnera, Hanuše Schweigera, Beneše Knüpfera a Jakuba Schikanedera. Francouzský vliv zprostředkovává zcela odlišný krajinář Antonín Chittussi nebo Luděk Marold, zaujatý každodenním životem městské rodiny.
Závěr kolekce obrazů 19. století představuje generace 90. let, která již otevírá cestu modernímu umění. Velmi kvalitně jsou reprezentováni nejvýznamnější malíři českého symbolismu – zejména Jan Preisler, František Kupka a Miloš Jiránek, vedle nich sochaři František Bílek, Quido Kocian a Ladislav Šaloun. Bohatě je zastoupen Joža Uprka, malíř Moravského Slovácka nebo krajináři ze školy Julia Mařáka v čele s Antonínem Slavíčkem. V obrazech Stanislava Lolka a Jana Honsy se již objevuje nastupující secese, jejíž nejpřednější představitel Alfons Mucha je ve sbírce rovněž zastoupen.

### České moderní umění 1. poloviny 20. století
Sbírka českého umění 1. poloviny 20. století je rozčleněna do dvou částí, protože zastoupení a kvalita autorů a děl jsou mimořádné. Podobně jako u sbírky 19. století je umělecká hodnota sbírky zcela zásadní v republikovém kontextu, většina děl patří k reprezentativním příkladům tvorby jednotlivých autorů, včetně sochařských exponátů.
Nejživější část galerijní sbírky představuje kolekce moderního a současného umění. Moderní umění zrušilo uzavřenost systému vnímání a hodnocení uměleckého díla, jak ho známe z vývojových fází od starověku až po konec 19. století. Úkolem konstruktérů moderní sbírky je především nalézání vzájemných vztahů mezi jedinečnými přínosy vynikajících a typických představitelů českého umění a překonávání časové podmíněnosti postojů dobové umělecké kritiky. Kontinuita této práce nutí galerijní pracovníky vyrovnat se všemi zvláštnostmi, vybočeními, záměrnými návraty a citacemi, agresivitou až arogancí moderního a postmoderního uměleckého výrazu i s projevy nekonformnosti některých uměleckých osobností.
Sbírka českého moderního umění navazuje plynule na kolekci 19. století. Generaci 90. let střídá zakladatelská generace české moderny v čele s umělci výtvarných sdružení Osma, Spolku výtvarných umělců Mánes a Tvrdošíjných. Zde zcela výjimečné postavení zaujímá rozsáhlá kolekce prací Antonína Procházky, vynikající expresionistická a kubistická díla Bohumila Kubišty, Emila Filly a Vincence Beneše, špičkové kolekce Václava Špály, Karla Čapka a Jana Zrzavého. Nelze si ovšem nepovšimnout vynikajících figurálních kompozic Rudolfa Kremličky či krajin Otakara Kubína a Jana Trampoty.
Vedle nich stojí "umělci domova", jak často charakterizujeme členy Umělecké besedy Václava Rabate, Vlastimila Radu a Vojtěcha Sedláčka.
Idylické zpodobení české krajiny je střídáno mohutnou vlnou sociálního umění 20. let v dílech Františka Foltýna, Karla Holana, Pravoslava Kotíka, Miloslava Holého a sochaře Karla Pokorného, sbírku kvalitně doplňují obrazy ostravského Vladimíra Kristina.
Vedle malířských děl první čtvrtiny našeho století stojí za povšimnutí plastiky nejvýznačnějších českých sochařů té doby Josefa Mařatky, Jana Štursy, Karla Dvořáka, Otto Gutfreunda, Otakara Španiela, Bohumila Kafky.
Nástup surrealistické poetiky dokumentují díla Adolfa Hoffmeistera, Jindřicha Štýrského, Marie Čermínové-Toyen, Vojtěcha Tittelbach, Františka Janouška a Františka Muziky. Skupina 42, okouzlená technickou civilizací a fenoménem města, je zastoupena díly Františka Hudečka, Františka Grosse, Kamila Lhotáka, Jana Smetany, Jana Kotíka a Bohumíra Matala.
Reflexi válečných hrůz dokumentuje pozdější tvorba Emila Filly, obrazy Čapkovy, Endre Nemese, Karla Černého, Františka Tichého, Josefa Brože či umělců Skupiny Ra Josefa Istlera a Václava Tikala.
Malířskou kolekci doplňují plastiky Jana Laudy, Vincence Makovského, Ladislava Zívra.

### České umění 2. poloviny 20. století a současnosti
Sbírka českého umění 2. poloviny 20. století má významně zastoupené období 60. let, ale ve významných příkladech jsou podchyceny také tendence a proudy umění do současnosti. Celou sbírku českého umění přirozeně doplňuje soubor prací slovenských umělců 20. století.
O tom, že české umění nekleslo na kolena ani v neblahých padesátých letech, svědčí díla malířských gigantů Jana Baucha a Mikuláše Medka, šedesátá a sedmdesátá léta reprezentuje například Václav Boštík, malíř a sochař Vladislav Vaculka, Vladimír Vašíček a rozsáhlé kolekce českého informelu a nové figurace, kde Vladimíra Boudníka, Aleše Veselého, Jana Koblasu, Eduarda Ovčáčka, Čestmíra Kafku, Josefa Jíru, Františka Ronovského, Bedřicha Dlouhého, Otakara Slavíka, Adrienu Šimotovou, Zbyška Siona a další skvěle doplňuje havířovský Jaroslav Kapec.
Ze sochařských prací jmenujme alespoň díla Olbrama Zoubka, Karla Nepraše, Věry a Vladimíra Janouškových, Vladimíra Preclíka, Zdeny Fibichové, Jana Hovadíka nebo ve zcela jiné poloze tvořícího Stanislava Hanzíka.

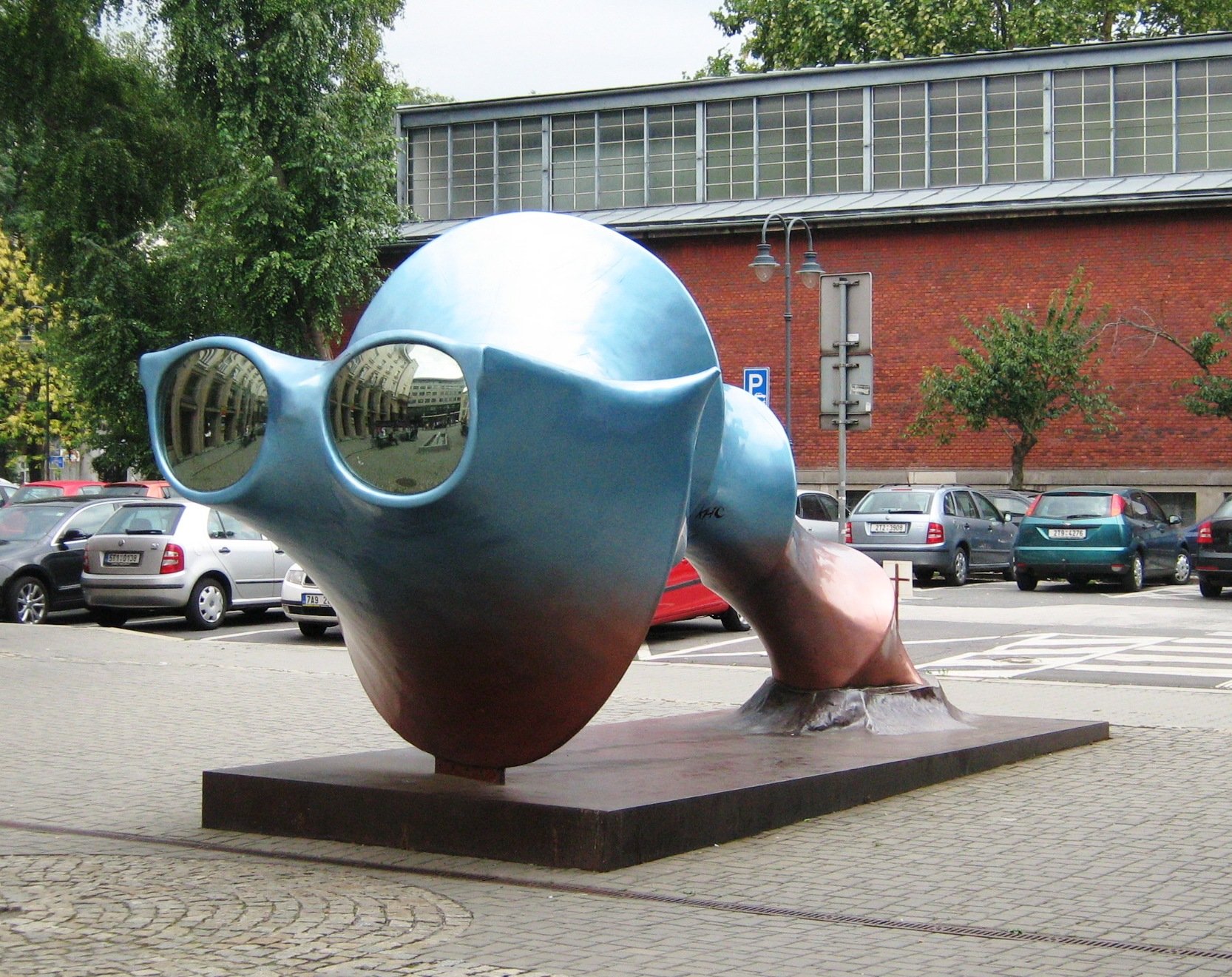
Socha Lukáše Rittsteina před budovou GVUO

Nejmladší systematicky utříděná kolekce představuje generaci umělců 70. a 80. let v širokém záběru od geometrické abstrakce a konkrétního umění přes expresivní a akční polohy malířství až k polohám meditativním či ke konceptuálnímu umění a instalacím. Ze široké škály umělců můžeme jmenovat například Rudolfa Valentu, Radka Kratinu, Zdeňka Kučeru, Jiřího Bieleckého, či Jaroslavu Severovou, malíře Jiřího Načeradského, Michaela Rittsteina, Lukáše Rittsteina, Antonína Kroču, Ivana Ouhela, Petra Šmahu, Aleše Lamra, Miloslava Mouchu, či sochaře Kurta Gebauera a Otmara Olivu. Mnozí z těchto umělců mají velmi těsný vztah k regionu, což dokládá nejen respektování specifiky regionálního výtvarného života v akviziční práci ostravské galerie, ale současně i skutečnost postupného prorůstání tvůrčích aktivit regionu do celonárodního kontextu.

### Umění regionu
Umění regionu je významnou součástí sbírek, neboť mapování umělecké činnosti oblasti, kde galerie sídlí, je jedním ze stěžejních pilířů odborné práce. Galerii se podařilo vytvořit výtvarnou mapu celého století, zachycující všechny podstatné okamžiky i počiny a sbírkově zdokumentovat významné osobnosti severní Moravy, které zde působily, ale i ty, které se zde jen na krátko usadily, nebo patřily k okruhu německo-židovské kultury (Vladimír Kristin, Vilém Wünsche, Ferdiš Duša, Kurt Gebauer, Viktor Planckh, Eduard Ovčáček, Jiří Bielecký, Antonín Kroča, Jindřich Štreit).
Aktuální tendence poválečného umění se v regionu objevují až s generací narozenou ve dvacátých letech 20. století (Vladislav Gajda, Karel Haruda, Jaroslav Kapec, Jiří Myszak) a počátkem šedesátých let se objevují i mladší (Eduard Ovčáček, Svatoslav Böhm, Jaroslav Rusek a další). Součástí sbírky středoevropského významu jsou umělecká díla členů „Klubu konkrétistů“ (Jiří Bielecki, Svatoslav Böhm, Jindřich Gola, Zdeněk Kučera, Eduard Ovčáček). Nelze opomenout Vratislava Varmužu, Karla Adamuse a Jana Wojnara, příslušníky zakladatelské generace konceptuálního myšlení v československém kontextu, jenž začali vystavovat na přelomu desetiletí.
Ze současných autorů jmenujme například Daniela Balabána, Petra Pastrňáka, Jiřího Surůvku nebo Pavla Šmída).

### Sbírka grafiky a kresby
Výše zmíněné kolekce plasticky doplňuje sbírka kresby a grafiky, která tvoří nejpočetnější soubor celého fondu galerie. Některé části sbírky jsou tak kvalitní, že mohou být vystaveny i samostatně, jako například renesanční grafika, italská barokní kresba a grafika, Václav Hollar, evropská kresba a grafika 19. a 20. století, Honoré Daumier, Česká kresba 1. poloviny 20. století a jiné.

## Aktivity galerie
Galerie výtvarného umění v Ostravě nabízí svým návštěvníkům kromě výstavních projektů také celou řadu doprovodných programů. Je hlavním spoluorganizátorem kulturní akce Ostravská muzejní noc, která spojuje nejrůznější kulturní instituce. Spolupracuje na festivalech Malamut a ProtimluvFest.
Galerie výtvarného umění v Ostravě provozuje veřejnou prezenční knihovnu s badatelnou, která nabízí 28 000 titulů (knih, časopisů a katalogů k výstavám). Knihovna GVUO rovněž spravuje dokumentaci a archiv Domu umění a činnosti Galerie výtvarného umění v Ostravě od jejich vzniku. 
Galerie výtvarného umění v Ostravě připravuje doprovodné programy k výstavám ve formě komentovaných prohlídek, přednášek, edukačních programů, koncertů, workshopů, divadelních představení, performancí i autorských čtení.